# Simon Sabiani

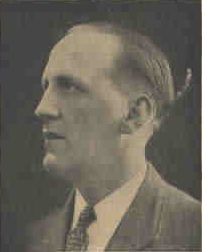
Simon Sabiani

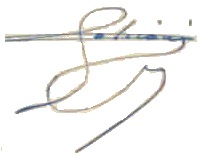
handtekening

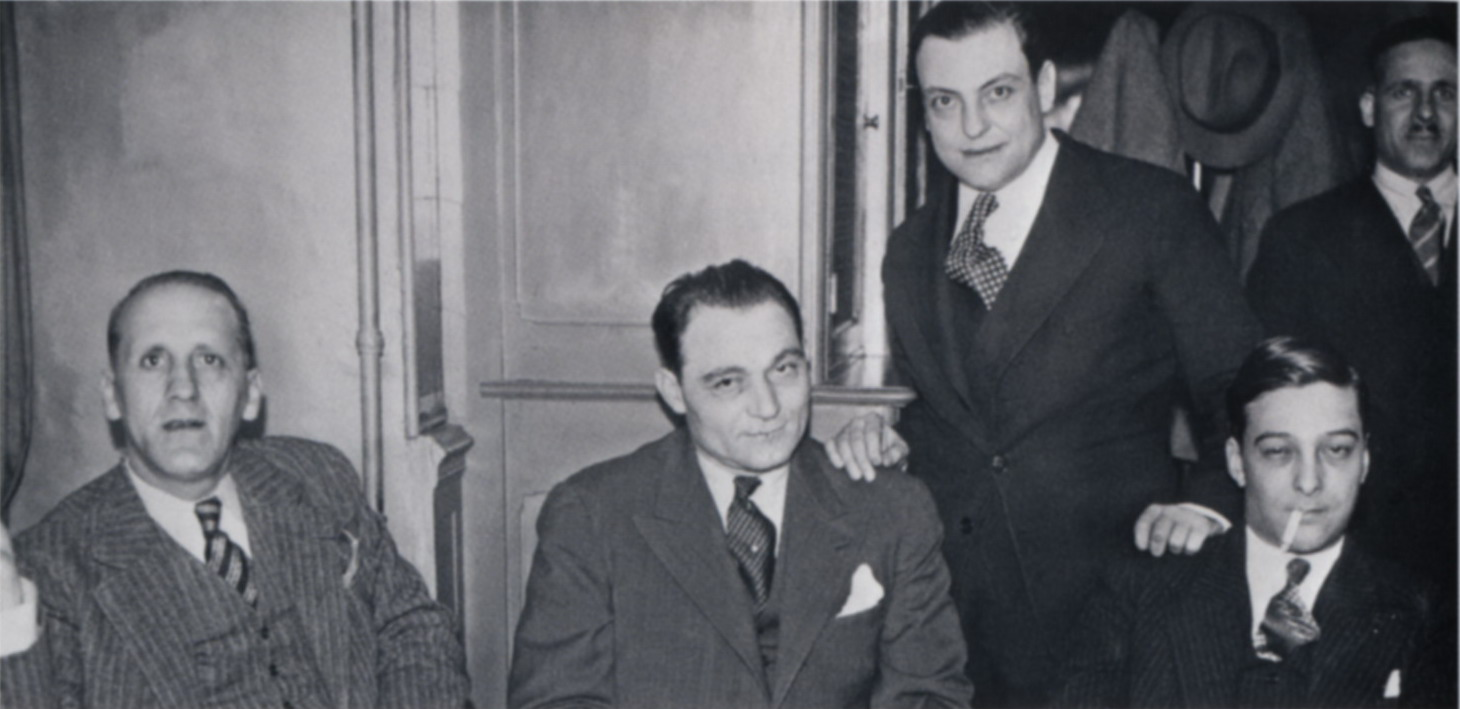
Simon Sabiani, Paul Carbone, François Spirito

Simon Pierre Sabiani (Casamaccioli (Corsica), 14 mei 1888 – Barcelona (Spanje, 29 september 1956) was een Frans militair en politicus. 

## Levensloop
Sabiani diende in de Eerste Wereldoorlog. Hij was opgenomen in de XVde korps van het 112e regiment infanterie van de lijn. Sabiani verloor hij een oog in Douaumont, was meerdere malen gewond, hij gericht tegen de vijand zes tegenaanvallen in zes uur. De bijnaam "Le lion de l'Argonne" (de leeuw van de Argonne), "Le Bayard Corse" (De Corsicaanse Bayard), kreeg hij op het slagveld, "la Legion d'Honneur", "La Croix de Guerre" 1914 -1918 4 palmen 2 zilveren sterren, en "La Medaille Militaire".
Na de oorlog keerde Sabiani in 1919 terug naar de Section française de l’Internationale ouvrière (SFIO), daarna was hij lid van de Parti communiste français (PCF). In 1923 richtte hij ten slotte de Parti d’action socialiste op.
Hij werd in 1928 gekozen tot afgevaardigde van het departement Bouches-du-Rhône, in 1925 was hij al conseiller général. Van 1929 tot 1935 was hij de locoburgemeester van Marseille en na de dood van burgemeester Siméon Flaissières was Sabiani voor korte tijd in 1931 interim-burgemeester. Hij werd in 1932 herkozen als afgevaardigde. 
In 1936 trad hij toe tot de Parti populaire français (PPF) van Jacques Doriot, werd lid van het politiek bureau van de partij en werd hoofd van de plaatselijke afdeling van de PPF. Sabiani werkte nauw samen met zijn vrienden, zoals Paul Carbone, François Spirito en Antoine Guérini. 
Tijdens de Tweede Wereldoorlog werkte hij actief mee met de bezetter tijdens de bezetting, met inbegrip van het beheer van het wervingsbureau in Marseille van de Légion des volontaires français (LVF), waarvan hij secretaris-generaal was. Zijn zoon François Sabiani, een 20-jarige rechtenstudent, werd in juni 1942 tijdens een operatie van de LVF aan het oostfront in de buurt van Smolensk gedood door Russische partizanen. Op zijn grafsteen in Casamaccioli staat dat hij "stierf voor zijn idealen”. 
Simon Sabiani werd bij verstek ter dood veroordeeld, ging in ballingschap in Sigmaringen en nam daarna zijn toevlucht in Italië, Argentinië en ten slotte in Spanje onder de naam Pedro Multedo. Voordat Sabiani stierf op 29 september 1956 in Barcelona werd hij nog naar Corsica gesmokkeld om zijn moeder te zien. Zijn laatste rustplaats is de familiekapel in zijn dorp Casamaccioli.

## Werken
- Colère du peuple, Les Œuvres Françaises, 1936 (voorwoord van Jacques Doriot)
- La Vérité sur l'attentat de Marseille, Grandes Conférences des Ambassadeurs, 1934